# Fernando Couto
Fernando Manuel Silva Couto OIH, noto più semplicemente come Fernando Couto (Espinho, 2 agosto 1969), è un dirigente sportivo, allenatore di calcio ed ex calciatore portoghese, di ruolo difensore.

## Caratteristiche tecniche
In grado di agire sia da centrale difensivo che come libero, è ricordato per la durezza negli interventi che sfociò spesso in scontri con gli avversari.
Eccelleva poi nel gioco aereo.

## Carriera

### Giocatore

#### Club

Couto (a destra) in maglia ducale, alle prese con lo juventino Vialli nella finale di ritorno della Coppa UEFA 1994-1995.

Quinto di otto fratelli, cresce nel settore giovanile del Porto per poi trasferirsi al Parma nell'estate 1994. Esordisce in Serie A il 4 settembre, realizzando un gol nella vittoria per 2-0 contro la Cremonese. A fine stagione conquista la Coppa UEFA, vinta dai ducali nella finale con la Juventus.
Nel 1996 viene ceduto al Barcellona, con cui si aggiudica due coppe nazionali e un titolo spagnolo. Rientra in Italia nel 1998, acquistato dalla Lazio insieme a Iván de la Peña. A contraddistinguere la permanenza nella capitale furono numerosi successi sportivi – tra i quali uno Scudetto, una Coppa delle Coppe UEFA e una Supercoppa UEFA – cui fecero tuttavia da contraltare episodi discussi: squalificato per doping nel 2001, provvedimento che il calciatore contestò giudicando involontaria l'assunzione di nandrolone, nel dicembre 2002 subì uno stop di due turni tramite la prova televisiva per un calcio a Fabio Cannavaro.
Divenuto capitano biancoceleste nel 2004 ereditando la fascia da Paolo Negro, conclude in anticipo la stagione per un infortunio subìto nel maggio 2005. All'età di 36 anni fa quindi ritorno al Parma.
Nella primavera 2007 viene condannato a quattro mesi di reclusione per i fatti relativi al doping, ricevendo inoltre un'ammenda di 4 000 euro. L'ultima stagione agonistica è parimenti segnata da controversie quali la squalifica per uno sputo a Bogdani in Parma-Livorno, l'espulsione nella gara con l'Inter per un discusso fallo da rigore e un pugno a Chiellini: quest'ultimo comportamento, unito agli applausi ironici rivolti all'arbitro Banti, ne causò uno stop di quattro giornate e una sanzione di 5 000 euro.
In seguito alla retrocessione parmense nel campionato 2007-2008, termina la propria carriera.

#### Nazionale
Conta 110 presenze in Nazionale portoghese, con la quale ha raggiunto le semifinali all'Europeo 2000 e il secondo posto nell'edizione successiva. Ha inoltre segnato 8 reti con la formazione lusitana, la prima delle quali contro l'Italia nelle eliminatorie per i Mondiali 1994: il gol fu tuttavia convalidato erroneamente, in quanto viziato da un tocco con il braccio del quale l'arbitro non si avvide per i lunghi capelli del calciatore.

### Dopo il ritiro
Dal 2009 ha intrapreso la carriera di dirigente sportivo, divenendo membro dirigenziale della Federazione portoghese. Il 19 giugno 2010 viene nominato direttore sportivo del Braga, che giunge con Domingos Paciência fino in finale dell'Europa League.
Dopo aver intrapreso nel Braga la carriera manageriale, si cimenta nella stessa società portoghese nel ruolo di vice allenatore a partire dall'estate del 2012, andando ad affiancare il tecnico José Peseiro. Dopo il cambio dell'allenatore resta nello staff di Jesualdo Ferreira.

## Statistiche

### Presenze e reti nei club
Statistiche aggiornate al 18 maggio 2008.
| Stagione          | Squadra           | Campionato        | Campionato | Campionato | Coppe nazionali | Coppe nazionali | Coppe nazionali | Coppe continentali | Coppe continentali | Coppe continentali | Altre coppe | Altre coppe | Altre coppe | Totale | Totale |
| Stagione          | Squadra           | Comp              | Pres       | Reti       | Comp            | Pres            | Reti            | Comp               | Pres               | Reti               | Comp        | Pres        | Reti        | Pres   | Reti   |
| ----------------- | ----------------- | ----------------- | ---------- | ---------- | --------------- | --------------- | --------------- | ------------------ | ------------------ | ------------------ | ----------- | ----------- | ----------- | ------ | ------ |
| 1987-1988         | Porto             | PD                | 1          | 0          | CP              | 0               | 0               | -                  | -                  | -                  | -           | -           | -           | 1      | 0      |
| 1988-1989         | Famalicão         | TD                | 0          | 0          | CP              | 0               | 0               | -                  | -                  | -                  | -           | -           | -           | 0      | 0      |
| 1989-1990         | Académica         | SD                | 28         | 3          | CP              | 0               | 0               | -                  | -                  | -                  | -           | -           | -           | 28     | 3      |
| 1990-1991         | Porto             | PD                | 25         | 3          | CP              | 0               | 0               | CC                 | 4                  | 1                  | -           | -           | -           | 29     | 4      |
| 1991-1992         | Porto             | PD                | 32         | 2          | CP              | 0               | 0               | CdC                | 4                  | 0                  | -           | -           | -           | 36     | 2      |
| 1992-1993         | Porto             | PD                | 26         | 4          | CP              | 0               | 0               | UCL                | 7                  | 2                  | -           | -           | -           | 33     | 6      |
| 1993-1994         | Porto             | PD                | 23         | 1          | CP              | 0               | 0               | UCL                | 9                  | 0                  | -           | -           | -           | 32     | 1      |
| Totale Porto      | Totale Porto      | Totale Porto      | 107        | 10         |                 | 0               | 0               |                    | 24                 | 3                  |             | -           | -           | 131    | 13     |
| 1994-1995         | Parma             | A                 | 27         | 4          | CI              | 9               | 2               | CU                 | 8                  | 1                  | -           | -           | -           | 44     | 7      |
| 1995-1996         | Parma             | A                 | 12         | 0          | CI              | 0               | 0               | CdC                | 2                  | 0                  | SI          | 1           | 0           | 15     | 0      |
| 1996-1997         | Barcellona        | PD                | 26         | 0          | CR              | 5               | 1               | CdC                | 4                  | 1                  | -           | -           | -           | 35     | 2      |
| 1997-1998         | Barcellona        | PD                | 18         | 0          | CR              | 2               | 0               | UCL                | 5                  | 0                  | SS+SU       | 0           | 0           | 25     | 0      |
| Totale Barcellona | Totale Barcellona | Totale Barcellona | 44         | 0          |                 | 7               | 1               |                    | 9                  | 1                  |             | 0           | 0           | 60     | 2      |
| 1998-1999         | Lazio             | A                 | 22         | 2          | CI              | 5               | 0               | CdC                | 8                  | 0                  | SI          | 1           | 0           | 36     | 2      |
| 1999-2000         | Lazio             | A                 | 14         | 0          | CI              | 5               | 0               | UCL                | 7                  | 0                  | SU          | 0           | 0           | 26     | 0      |
| 2000-2001         | Lazio             | A                 | 18         | 0          | CI              | 4               | 0               | UCL                | 8                  | 0                  | -           | -           | -           | 30     | 0      |
| 2001-2002         | Lazio             | A                 | 29         | 1          | CI              | 2               | 0               | UCL                | 4                  | 0                  | -           | -           | -           | 35     | 1      |
| 2002-2003         | Lazio             | A                 | 15         | 0          | CI              | 4               | 0               | CU                 | 12                 | 1                  | -           | -           | -           | 31     | 1      |
| 2003-2004         | Lazio             | A                 | 23         | 3          | CI              | 4               | 1               | UCL                | 4                  | 0                  | -           | -           | -           | 31     | 4      |
| 2004-2005         | Lazio             | A                 | 24         | 3          | CI              | 0               | 0               | CU                 | 3                  | 0                  | SI          | 1           | 0           | 28     | 3      |
| Totale Lazio      | Totale Lazio      | Totale Lazio      | 145        | 9          |                 | 24              | 1               |                    | 46                 | 1                  |             | 2           | 0           | 217    | 11     |
| 2005-2006         | Parma             | A                 | 23         | 0          | CI              | 1               | 0               | -                  | -                  | -                  | -           | -           | -           | 24     | 0      |
| 2006-2007         | Parma             | A                 | 23         | 1          | CI              | 1               | 0               | CU                 | 2                  | 0                  | -           | -           | -           | 26     | 1      |
| 2007-2008         | Parma             | A                 | 17         | 0          | CI              | 1               | 0               | -                  | -                  | -                  | -           | -           | -           | 18     | 0      |
| Totale Parma      | Totale Parma      | Totale Parma      | 102        | 5          |                 | 12              | 2               |                    | 12                 | 1                  |             | 1           | 0           | 127    | 8      |
| Totale carriera   | Totale carriera   | Totale carriera   | 426        | 27         |                 | 43              | 4               |                    | 91                 | 6                  |             | 3           | 0           | 563    | 37     |

### Cronologia presenze e reti in nazionale
| Cronologia completa delle presenze e delle reti in nazionale ― Portogallo | Cronologia completa delle presenze e delle reti in nazionale ― Portogallo | Cronologia completa delle presenze e delle reti in nazionale ― Portogallo | Cronologia completa delle presenze e delle reti in nazionale ― Portogallo | Cronologia completa delle presenze e delle reti in nazionale ― Portogallo | Cronologia completa delle presenze e delle reti in nazionale ― Portogallo | Cronologia completa delle presenze e delle reti in nazionale ― Portogallo | Cronologia completa delle presenze e delle reti in nazionale ― Portogallo |
| Data                                                                      | Città                                                                     | In casa                                                                   | Risultato                                                                 | Ospiti                                                                    | Competizione                                                              | Reti                                                                      | Note                                                                      |
| ------------------------------------------------------------------------- | ------------------------------------------------------------------------- | ------------------------------------------------------------------------- | ------------------------------------------------------------------------- | ------------------------------------------------------------------------- | ------------------------------------------------------------------------- | ------------------------------------------------------------------------- | ------------------------------------------------------------------------- |
| 19-12-1990                                                                | Maia                                                                      | Portogallo                                                                | 1 – 0                                                                     | Stati Uniti                                                               | Amichevole                                                                | -                                                                         |                                                                           |
| 4-9-1991                                                                  | Porto                                                                     | Portogallo                                                                | 1 – 1                                                                     | Austria                                                                   | Amichevole                                                                | -                                                                         |                                                                           |
| 11-9-1991                                                                 | Porto                                                                     | Portogallo                                                                | 1 – 0                                                                     | Finlandia                                                                 | Qual. Euro 1992                                                           | -                                                                         |                                                                           |
| 12-10-1991                                                                | Lussemburgo                                                               | Lussemburgo                                                               | 1 – 1                                                                     | Portogallo                                                                | Amichevole                                                                | -                                                                         |                                                                           |
| 16-10-1991                                                                | Rotterdam                                                                 | Paesi Bassi                                                               | 1 – 0                                                                     | Portogallo                                                                | Qual. Euro 1992                                                           | -                                                                         |                                                                           |
| 20-11-1991                                                                | Lisbona                                                                   | Portogallo                                                                | 1 – 0                                                                     | Grecia                                                                    | Qual. Euro 1992                                                           | -                                                                         |                                                                           |
| 15-1-1992                                                                 | Torres Novas                                                              | Portogallo                                                                | 0 – 0                                                                     | Spagna                                                                    | Amichevole                                                                | -                                                                         |                                                                           |
| 31-5-1992                                                                 | New Haven                                                                 | Italia                                                                    | 0 – 0                                                                     | Portogallo                                                                | U.S. Cup 1992                                                             | -                                                                         | 38’                                                                       |
| 3-6-1992                                                                  | Chicago                                                                   | Stati Uniti                                                               | 0 – 1                                                                     | Portogallo                                                                | U.S. Cup 1992                                                             | -                                                                         |                                                                           |
| 7-6-1992                                                                  | Foxborough                                                                | Portogallo                                                                | 0 – 2                                                                     | Irlanda                                                                   | U.S. Cup 1992                                                             | -                                                                         |                                                                           |
| 2-9-1992                                                                  | Linz                                                                      | Austria                                                                   | 1 – 1                                                                     | Portogallo                                                                | Amichevole                                                                | -                                                                         |                                                                           |
| 14-10-1992                                                                | Glasgow                                                                   | Scozia                                                                    | 0 – 0                                                                     | Portogallo                                                                | Qual. Mondiali 1994                                                       | -                                                                         |                                                                           |
| 24-1-1993                                                                 | Ta' Qali                                                                  | Malta                                                                     | 0 – 1                                                                     | Portogallo                                                                | Qual. Mondiali 1994                                                       | -                                                                         | 14’                                                                       |
| 10-2-1993                                                                 | Faro                                                                      | Portogallo                                                                | 1 – 1                                                                     | Norvegia                                                                  | Amichevole                                                                | -                                                                         |                                                                           |
| 24-2-1993                                                                 | Porto                                                                     | Portogallo                                                                | 1 – 3                                                                     | Italia                                                                    | Qual. Mondiali 1994                                                       | 1                                                                         | 16’                                                                       |
| 28-4-1993                                                                 | Lisbona                                                                   | Portogallo                                                                | 5 – 0                                                                     | Scozia                                                                    | Qual. Mondiali 1994                                                       | -                                                                         | 61’                                                                       |
| 19-6-1993                                                                 | Porto                                                                     | Portogallo                                                                | 4 – 0                                                                     | Malta                                                                     | Qual. Mondiali 1994                                                       | -                                                                         |                                                                           |
| 5-9-1993                                                                  | Tallinn                                                                   | Estonia                                                                   | 0 – 2                                                                     | Portogallo                                                                | Qual. Mondiali 1994                                                       | -                                                                         | 14’                                                                       |
| 10-11-1993                                                                | Porto                                                                     | Portogallo                                                                | 3 – 0                                                                     | Estonia                                                                   | Qual. Mondiali 1994                                                       | -                                                                         |                                                                           |
| 17-11-1993                                                                | Milano                                                                    | Italia                                                                    | 1 – 0                                                                     | Portogallo                                                                | Qual. Mondiali 1994                                                       | -                                                                         | 89’                                                                       |
| 19-1-1994                                                                 | Vigo                                                                      | Spagna                                                                    | 2 – 2                                                                     | Portogallo                                                                | Amichevole                                                                | -                                                                         |                                                                           |
| 18-12-1994                                                                | Lisbona                                                                   | Portogallo                                                                | 8 – 0                                                                     | Liechtenstein                                                             | Qual. Euro 1996                                                           | 1                                                                         |                                                                           |
| 22-2-1995                                                                 | Rotterdam                                                                 | Paesi Bassi                                                               | 0 – 1                                                                     | Portogallo                                                                | Amichevole                                                                | -                                                                         | Ammonizione                                                               |
| 26-4-1995                                                                 | Dublino                                                                   | Irlanda                                                                   | 1 – 0                                                                     | Portogallo                                                                | Qual. Euro 1996                                                           | -                                                                         |                                                                           |
| 3-6-1995                                                                  | Porto                                                                     | Portogallo                                                                | 3 – 2                                                                     | Lettonia                                                                  | Qual. Euro 1996                                                           | -                                                                         |                                                                           |
| 15-8-1995                                                                 | Vaduz                                                                     | Liechtenstein                                                             | 0 – 7                                                                     | Portogallo                                                                | Qual. Euro 1996                                                           | -                                                                         |                                                                           |
| 3-9-1995                                                                  | Lisbona                                                                   | Portogallo                                                                | 1 – 1                                                                     | Irlanda del Nord                                                          | Qual. Euro 1996                                                           | -                                                                         |                                                                           |
| 15-11-1995                                                                | Lisbona                                                                   | Portogallo                                                                | 3 – 0                                                                     | Irlanda                                                                   | Qual. Euro 1996                                                           | -                                                                         |                                                                           |
| 12-12-1995                                                                | Lisbona                                                                   | Portogallo                                                                | 1 – 1                                                                     | Inghilterra                                                               | Amichevole                                                                | -                                                                         | cap.                                                                      |
| 24-1-1996                                                                 | Parigi                                                                    | Francia                                                                   | 3 – 2                                                                     | Portogallo                                                                | Amichevole                                                                | 1                                                                         | cap.                                                                      |
| 21-2-1996                                                                 | Porto                                                                     | Portogallo                                                                | 1 – 2                                                                     | Germania                                                                  | Amichevole                                                                | -                                                                         |                                                                           |
| 29-5-1996                                                                 | Dublino                                                                   | Irlanda                                                                   | 0 – 1                                                                     | Portogallo                                                                | Amichevole                                                                | -                                                                         |                                                                           |
| 9-6-1996                                                                  | Sheffield                                                                 | Danimarca                                                                 | 1 – 1                                                                     | Portogallo                                                                | Euro 1996 - 1º turno                                                      | -                                                                         |                                                                           |
| 14-6-1996                                                                 | Nottingham                                                                | Portogallo                                                                | 1 – 0                                                                     | Turchia                                                                   | Euro 1996 - 1º turno                                                      | 1                                                                         |                                                                           |
| 19-6-1996                                                                 | Nottingham                                                                | Croazia                                                                   | 0 – 3                                                                     | Portogallo                                                                | Euro 1996 - 1º turno                                                      | -                                                                         |                                                                           |
| 23-6-1996                                                                 | Birmingham                                                                | Rep. Ceca                                                                 | 1 – 0                                                                     | Portogallo                                                                | Euro 1996 - Quarti di finale                                              | -                                                                         |                                                                           |
| 31-8-1996                                                                 | Erevan                                                                    | Armenia                                                                   | 0 – 0                                                                     | Portogallo                                                                | Qual. Mondiali 1998                                                       | -                                                                         |                                                                           |
| 5-10-1996                                                                 | Kiev                                                                      | Ucraina                                                                   | 2 – 1                                                                     | Portogallo                                                                | Qual. Mondiali 1998                                                       | -                                                                         |                                                                           |
| 9-10-1996                                                                 | Tirana                                                                    | Albania                                                                   | 0 – 3                                                                     | Portogallo                                                                | Qual. Mondiali 1998                                                       | -                                                                         |                                                                           |
| 9-11-1996                                                                 | Porto                                                                     | Portogallo                                                                | 1 – 0                                                                     | Ucraina                                                                   | Qual. Mondiali 1998                                                       | 1                                                                         |                                                                           |
| 14-12-1996                                                                | Lisbona                                                                   | Portogallo                                                                | 0 – 0                                                                     | Germania                                                                  | Qual. Mondiali 1998                                                       | -                                                                         |                                                                           |
| 22-1-1997                                                                 | Braga                                                                     | Portogallo                                                                | 0 – 2                                                                     | Francia                                                                   | Amichevole                                                                | -                                                                         |                                                                           |
| 19-2-1997                                                                 | Nea Filadelfia                                                            | Grecia                                                                    | 0 – 0                                                                     | Portogallo                                                                | Amichevole                                                                | -                                                                         |                                                                           |
| 29-3-1997                                                                 | Belfast                                                                   | Irlanda del Nord                                                          | 0 – 0                                                                     | Portogallo                                                                | Qual. Mondiali 1998                                                       | -                                                                         | 69’                                                                       |
| 7-6-1997                                                                  | Porto                                                                     | Portogallo                                                                | 2 – 0                                                                     | Albania                                                                   | Qual. Mondiali 1998                                                       | -                                                                         |                                                                           |
| 20-8-1997                                                                 | Setúbal                                                                   | Portogallo                                                                | 3 – 1                                                                     | Armenia                                                                   | Qual. Mondiali 1998                                                       | -                                                                         | cap. 44’                                                                  |
| 11-10-1997                                                                | Lisbona                                                                   | Portogallo                                                                | 1 – 0                                                                     | Irlanda del Nord                                                          | Qual. Mondiali 1998                                                       | -                                                                         |                                                                           |
| 22-4-1998                                                                 | Londra                                                                    | Inghilterra                                                               | 3 – 0                                                                     | Portogallo                                                                | Amichevole                                                                | -                                                                         |                                                                           |
| 19-8-1998                                                                 | Ponta Delgada                                                             | Portogallo                                                                | 2 – 1                                                                     | Mozambico                                                                 | Amichevole                                                                | -                                                                         |                                                                           |
| 10-10-1998                                                                | Porto                                                                     | Portogallo                                                                | 0 – 1                                                                     | Romania                                                                   | Qual. Euro 2000                                                           | -                                                                         | 90’                                                                       |
| 14-10-1998                                                                | Bratislava                                                                | Slovacchia                                                                | 0 – 3                                                                     | Portogallo                                                                | Qual. Euro 2000                                                           | -                                                                         |                                                                           |
| 18-11-1998                                                                | Setúbal                                                                   | Portogallo                                                                | 2 – 0                                                                     | Israele                                                                   | Amichevole                                                                | 1                                                                         |                                                                           |
| 10-2-1999                                                                 | Parigi                                                                    | Paesi Bassi                                                               | 0 – 0                                                                     | Portogallo                                                                | Amichevole                                                                | -                                                                         | 62’                                                                       |
| 26-3-1999                                                                 | Guimarães                                                                 | Portogallo                                                                | 7 – 0                                                                     | Azerbaigian                                                               | Qual. Euro 2000                                                           | -                                                                         |                                                                           |
| 31-3-1999                                                                 | Vaduz                                                                     | Liechtenstein                                                             | 0 – 5                                                                     | Portogallo                                                                | Qual. Euro 2000                                                           | -                                                                         |                                                                           |
| 5-6-1999                                                                  | Lisbona                                                                   | Portogallo                                                                | 1 – 0                                                                     | Slovacchia                                                                | Qual. Euro 2000                                                           | -                                                                         |                                                                           |
| 9-6-1999                                                                  | Coimbra                                                                   | Portogallo                                                                | 8 – 0                                                                     | Liechtenstein                                                             | Qual. Euro 2000                                                           | -                                                                         |                                                                           |
| 4-9-1999                                                                  | Baku                                                                      | Azerbaigian                                                               | 1 – 1                                                                     | Portogallo                                                                | Qual. Euro 2000                                                           | -                                                                         |                                                                           |
| 8-9-1999                                                                  | Bucarest                                                                  | Romania                                                                   | 1 – 1                                                                     | Portogallo                                                                | Qual. Euro 2000                                                           | -                                                                         | 53’                                                                       |
| 23-2-2000                                                                 | Charleroi                                                                 | Belgio                                                                    | 1 – 1                                                                     | Portogallo                                                                | Amichevole                                                                | -                                                                         | cap. 70’                                                                  |
| 29-3-2000                                                                 | Leiria                                                                    | Portogallo                                                                | 2 – 1                                                                     | Danimarca                                                                 | Amichevole                                                                | -                                                                         | cap.                                                                      |
| 26-4-2000                                                                 | Reggio Calabria                                                           | Italia                                                                    | 2 – 0                                                                     | Portogallo                                                                | Amichevole                                                                | -                                                                         | cap.                                                                      |
| 2-6-2000                                                                  | Chaves                                                                    | Portogallo                                                                | 3 – 0                                                                     | Galles                                                                    | Amichevole                                                                | -                                                                         |                                                                           |
| 12-6-2000                                                                 | Eindhoven                                                                 | Portogallo                                                                | 3 – 2                                                                     | Inghilterra                                                               | Euro 2000 - 1º turno                                                      | -                                                                         |                                                                           |
| 17-6-2000                                                                 | Arnhem                                                                    | Romania                                                                   | 0 – 1                                                                     | Portogallo                                                                | Euro 2000 - 1º turno                                                      | -                                                                         |                                                                           |
| 20-6-2000                                                                 | Rotterdam                                                                 | Portogallo                                                                | 3 – 0                                                                     | Germania                                                                  | Euro 2000 - 1º turno                                                      | -                                                                         | cap.                                                                      |
| 24-6-2000                                                                 | Amsterdam                                                                 | Turchia                                                                   | 0 – 2                                                                     | Portogallo                                                                | Euro 2000 - Quarti di finale                                              | -                                                                         | 37’                                                                       |
| 28-6-2000                                                                 | Bruxelles                                                                 | Francia                                                                   | 2 – 1 gg                                                                  | Portogallo                                                                | Euro 2000 - Semifinale                                                    | -                                                                         |                                                                           |
| 16-8-2000                                                                 | Viseu                                                                     | Portogallo                                                                | 5 – 1                                                                     | Lituania                                                                  | Amichevole                                                                | -                                                                         |                                                                           |
| 3-9-2000                                                                  | Tallinn                                                                   | Estonia                                                                   | 1 – 3                                                                     | Portogallo                                                                | Qual. Mondiali 2002                                                       | -                                                                         | cap.                                                                      |
| 7-10-2000                                                                 | Lisbona                                                                   | Portogallo                                                                | 1 – 1                                                                     | Irlanda                                                                   | Qual. Mondiali 2002                                                       | -                                                                         | cap. 15’                                                                  |
| 11-10-2000                                                                | Rotterdam                                                                 | Paesi Bassi                                                               | 0 – 2                                                                     | Portogallo                                                                | Qual. Mondiali 2002                                                       | -                                                                         | cap.                                                                      |
| 15-11-2000                                                                | Braga                                                                     | Portogallo                                                                | 2 – 1                                                                     | Israele                                                                   | Amichevole                                                                | -                                                                         | cap.                                                                      |
| 28-2-2001                                                                 | Funchal                                                                   | Portogallo                                                                | 3 – 0                                                                     | Andorra                                                                   | Qual. Mondiali 2002                                                       | -                                                                         | cap. 46’                                                                  |
| 28-3-2001                                                                 | Porto                                                                     | Portogallo                                                                | 2 – 2                                                                     | Paesi Bassi                                                               | Qual. Mondiali 2002                                                       | -                                                                         | cap.                                                                      |
| 25-4-2001                                                                 | Saint-Denis                                                               | Francia                                                                   | 4 – 0                                                                     | Portogallo                                                                | Amichevole                                                                | -                                                                         | cap.                                                                      |
| 15-8-2001                                                                 | Faro                                                                      | Portogallo                                                                | 3 – 0                                                                     | Moldavia                                                                  | Amichevole                                                                | -                                                                         | cap. 46’                                                                  |
| 6-10-2001                                                                 | Lisbona                                                                   | Portogallo                                                                | 5 – 0                                                                     | Estonia                                                                   | Qual. Mondiali 2002                                                       | -                                                                         | cap.                                                                      |
| 14-11-2001                                                                | Lisbona                                                                   | Portogallo                                                                | 5 – 1                                                                     | Angola                                                                    | Amichevole                                                                | -                                                                         | cap. 46’                                                                  |
| 13-2-2002                                                                 | Barcellona                                                                | Spagna                                                                    | 1 – 1                                                                     | Portogallo                                                                | Amichevole                                                                | -                                                                         | cap. 39’                                                                  |
| 27-3-2002                                                                 | Porto                                                                     | Portogallo                                                                | 1 – 4                                                                     | Finlandia                                                                 | Amichevole                                                                | -                                                                         | cap.                                                                      |
| 17-4-2002                                                                 | Lisbona                                                                   | Portogallo                                                                | 1 – 1                                                                     | Brasile                                                                   | Amichevole                                                                | -                                                                         | cap. 46’                                                                  |
| 25-5-2002                                                                 | Macao                                                                     | Cina                                                                      | 0 – 2                                                                     | Portogallo                                                                | Amichevole                                                                | -                                                                         | 46’                                                                       |
| 5-6-2002                                                                  | Suwon                                                                     | Stati Uniti                                                               | 3 – 2                                                                     | Portogallo                                                                | Mondiali 2002 - 1º turno                                                  | -                                                                         | cap.                                                                      |
| 10-6-2002                                                                 | Jeonju                                                                    | Portogallo                                                                | 4 – 0                                                                     | Polonia                                                                   | Mondiali 2002 - 1º turno                                                  | -                                                                         | cap.                                                                      |
| 14-6-2002                                                                 | Incheon                                                                   | Portogallo                                                                | 0 – 1                                                                     | Corea del Sud                                                             | Mondiali 2002 - 1º turno                                                  | -                                                                         | cap.                                                                      |
| 7-9-2002                                                                  | Birmingham                                                                | Inghilterra                                                               | 1 – 1                                                                     | Portogallo                                                                | Amichevole                                                                | -                                                                         | cap. 46’                                                                  |
| 12-10-2002                                                                | Lisbona                                                                   | Portogallo                                                                | 1 – 1                                                                     | Tunisia                                                                   | Amichevole                                                                | -                                                                         | cap.                                                                      |
| 16-10-2002                                                                | Göteborg                                                                  | Svezia                                                                    | 2 – 3                                                                     | Portogallo                                                                | Amichevole                                                                | -                                                                         | cap.                                                                      |
| 20-11-2002                                                                | Braga                                                                     | Portogallo                                                                | 2 – 0                                                                     | Scozia                                                                    | Amichevole                                                                | -                                                                         | cap.                                                                      |
| 12-2-2003                                                                 | Genova                                                                    | Italia                                                                    | 1 – 0                                                                     | Portogallo                                                                | Amichevole                                                                | -                                                                         | cap. 78’ 83’                                                              |
| 29-3-2003                                                                 | Porto                                                                     | Portogallo                                                                | 2 – 1                                                                     | Brasile                                                                   | Amichevole                                                                | -                                                                         | cap. 43’                                                                  |
| 2-4-2003                                                                  | Losanna                                                                   | Macedonia                                                                 | 0 – 1                                                                     | Portogallo                                                                | Amichevole                                                                | -                                                                         | cap. 86’                                                                  |
| 30-4-2003                                                                 | Rotterdam                                                                 | Paesi Bassi                                                               | 1 – 1                                                                     | Portogallo                                                                | Amichevole                                                                | -                                                                         | cap.                                                                      |
| 6-6-2003                                                                  | Braga                                                                     | Portogallo                                                                | 0 – 0                                                                     | Paraguay                                                                  | Amichevole                                                                | -                                                                         | cap.                                                                      |
| 10-6-2003                                                                 | Oeiras                                                                    | Portogallo                                                                | 4 – 0                                                                     | Bolivia                                                                   | Amichevole                                                                | 1                                                                         | cap. 58’                                                                  |
| 20-8-2003                                                                 | Chaves                                                                    | Portogallo                                                                | 1 – 0                                                                     | Kazakistan                                                                | Amichevole                                                                | -                                                                         | cap.                                                                      |
| 6-9-2003                                                                  | Guimarães                                                                 | Portogallo                                                                | 0 – 3                                                                     | Spagna                                                                    | Amichevole                                                                | -                                                                         | cap. 43’                                                                  |
| 10-9-2003                                                                 | Oslo                                                                      | Norvegia                                                                  | 0 – 1                                                                     | Portogallo                                                                | Amichevole                                                                | -                                                                         | cap.                                                                      |
| 11-10-2003                                                                | Lisbona                                                                   | Portogallo                                                                | 5 – 3                                                                     | Albania                                                                   | Amichevole                                                                | -                                                                         | cap.                                                                      |
| 15-11-2003                                                                | Aveiro                                                                    | Portogallo                                                                | 1 – 1                                                                     | Grecia                                                                    | Amichevole                                                                | -                                                                         | cap. 70’                                                                  |
| 19-11-2003                                                                | Leiria                                                                    | Portogallo                                                                | 8 – 0                                                                     | Kuwait                                                                    | Amichevole                                                                | -                                                                         | cap. 46’                                                                  |
| 18-2-2004                                                                 | Faro                                                                      | Portogallo                                                                | 1 – 1                                                                     | Inghilterra                                                               | Amichevole                                                                | -                                                                         | 83’                                                                       |
| 31-3-2004                                                                 | Braga                                                                     | Portogallo                                                                | 1 – 2                                                                     | Italia                                                                    | Amichevole                                                                | -                                                                         | cap. 53’ 62’                                                              |
| 28-4-2004                                                                 | Coimbra                                                                   | Portogallo                                                                | 2 – 2                                                                     | Svezia                                                                    | Amichevole                                                                | -                                                                         | cap.                                                                      |
| 29-5-2004                                                                 | Águeda                                                                    | Portogallo                                                                | 3 – 0                                                                     | Lussemburgo                                                               | Amichevole                                                                | -                                                                         | cap.                                                                      |
| 5-6-2004                                                                  | Setúbal                                                                   | Portogallo                                                                | 4 – 1                                                                     | Lituania                                                                  | Amichevole                                                                | 1                                                                         | cap. 46’                                                                  |
| 12-6-2004                                                                 | Porto                                                                     | Portogallo                                                                | 1 – 2                                                                     | Grecia                                                                    | Euro 2004 - 1º turno                                                      | -                                                                         | cap.                                                                      |
| 20-6-2004                                                                 | Lisbona                                                                   | Spagna                                                                    | 0 – 1                                                                     | Portogallo                                                                | Euro 2004 - 1º turno                                                      | -                                                                         | 84’                                                                       |
| 30-6-2004                                                                 | Lisbona                                                                   | Portogallo                                                                | 2 – 1                                                                     | Paesi Bassi                                                               | Euro 2004 - Semifinale                                                    | -                                                                         | 87’                                                                       |
| Totale                                                                    |                                                                           | Presenze (6º posto)                                                       | 110                                                                       |                                                                           | Reti                                                                      | 8                                                                         |                                                                           |

## Palmarès

### Giocatore

#### Club

##### Competizioni nazionali
- Coppa del Portogallo: 2

Porto: 1990-1991, 1993-1994
- Supercoppa di Portogallo: 3

Porto: 1991, 1993, 1994
- Campionato portoghese: 3

Porto: 1987-1988, 1991-1992, 1992-1993
- Supercoppa di Spagna: 1

Barcellona: 1996
- Coppa di Spagna: 2

Barcellona: 1996-1997, 1997-1998
- Campionato spagnolo: 1

Barcellona: 1997-1998
- Supercoppa italiana: 2

Lazio: 1998, 2000
- Campionato italiano: 1

Lazio: 1999-2000
- Coppa Italia: 2

Lazio: 1999-2000, 2003-2004

##### Competizioni internazionali
- Supercoppa UEFA: 2

Barcellona: 1997
Lazio: 1999
- Coppa Intercontinentale: 1

Porto: 1987
- Coppa UEFA: 1

Parma: 1994-1995
- Coppa delle Coppe: 2

Barcellona: 1996-1997
Lazio: 1998-1999

#### Nazionale
- Campionato mondiale Under-20: 1

Arabia Saudita 1989